# Karl Radda
Karl Radda (ur. 23 października 1844 w Cieszynie, zm. 22 czerwca 1885 w Cieszynie) – niemiecki historyk.
Od 1871 roku był nauczycielem w gimnazjum w Cieszynie. Był autorem szeregu artykułów poświęconych historii Cieszyna, zamieszczanych w ramach corocznych sprawozdań szkolnych.

## Publikacje
- Beiträge zur Geschichte der Stadt Teschen, (w:) V. Programm der k. k. Staats-Realschule in Teschen. Am Schlusse des Schuljahres 1877/78, Teschen (1878), s. 8–46.[1]
- Urkundliche Beiträge zur Geschichte des Protestanismus im Herzogtum Teschen bis zum Toleranzpatent, (w:) IX. Programm der k. k. Staats-Realschule in Teschen. Am Schlusse des Schuljahres 1881/82, Teschen (1882), s. 1–39.[2]
- Materialien zur Geschichte des Protestantismus im Herzogtum Teschen, (w:) XII. Programm der k. k. Staatsrealschule in Teschen am Schlusse des Schulsjahre 1884/1885, Teschen (1885), s. 1–42.[3]